# Daisuke Oku
Daisuke Oku (7. februar 1976 - 17. oktober 2014) var en japansk fodboldspiller.

## Japans fodboldlandshold
| Japans landshold | Japans landshold | Japans landshold |
| År               | Kmp              | Mål              |
| ---------------- | ---------------- | ---------------- |
| 1998             | 1                | 0                |
| 1999             | 5                | 1                |
| 2000             | 12               | 1                |
| 2001             | 4                | 0                |
| 2002             | 0                | 0                |
| 2003             | 3                | 0                |
| 2004             | 1                | 0                |
| Total            | 26               | 2                |